# Ungdomens Nykterhetsförbund
Ungdomens Nykterhetsförbund (UNF) är IOGT-NTO-rörelsens ungdomsorganisation och har år 2023 cirka 2 000 medlemmar. UNF:s vision är "en demokratisk och solidarisk värld fri från droger". Dess nuvarande ordförande är Jane Segerblom och generalsekreterare är Jonas Larsson.

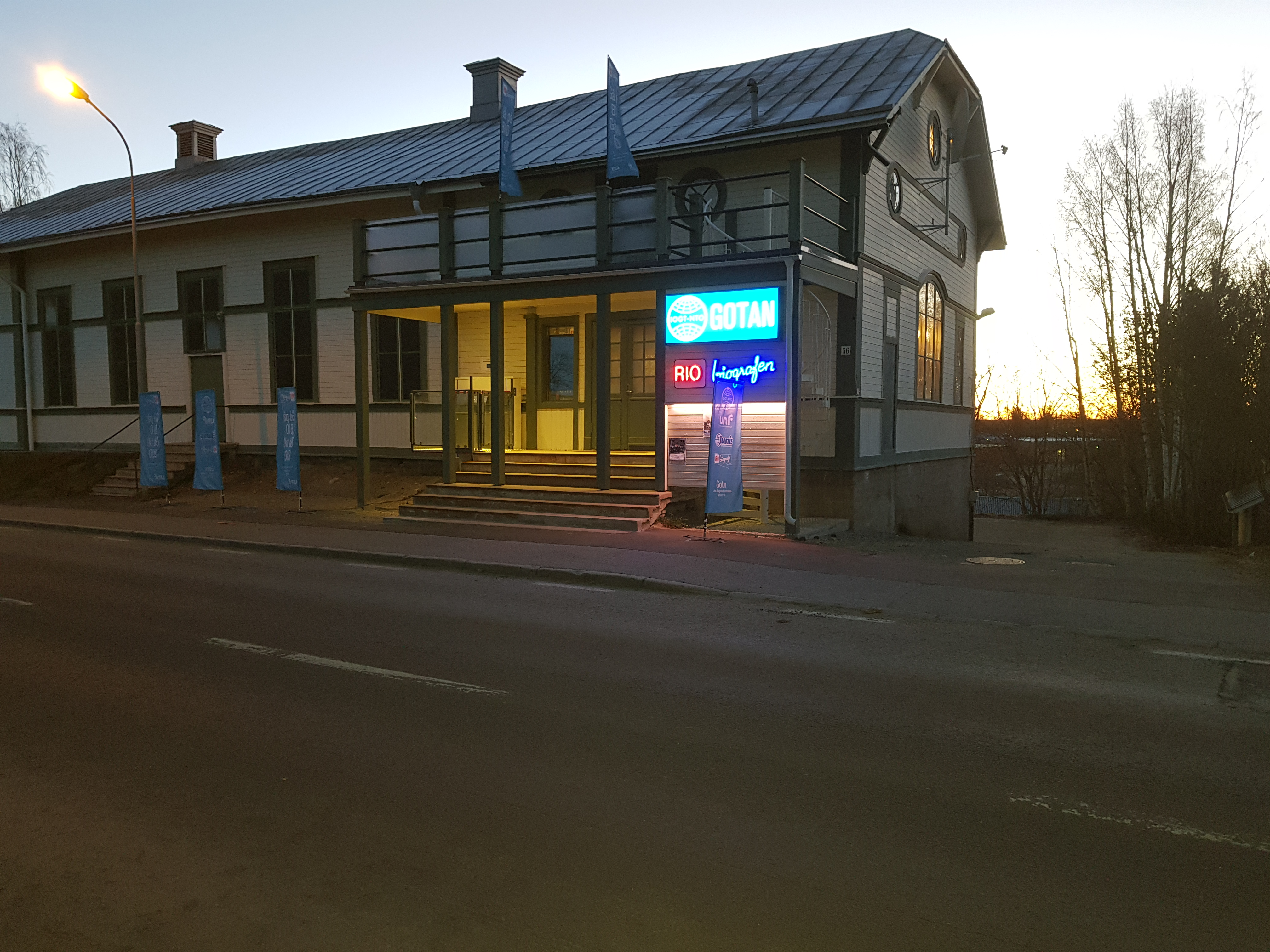
Rio Biografen är en Biograf som Ockelbo-UNF bedriver.

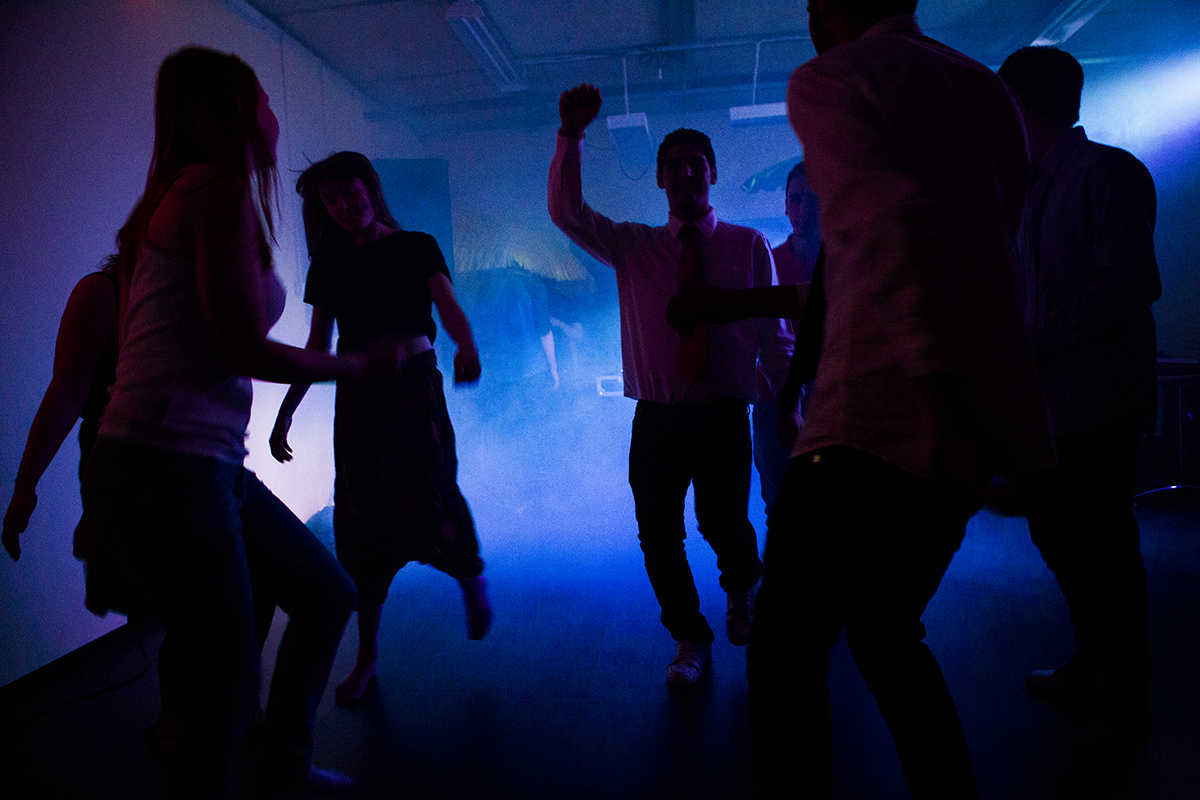
"Beach party" (inomhus) i samband med invigningen av UNF:s lokal i Skarpnäck i april 2013.

## Historik
När IOGT och NTO slog ihop sig till IOGT-NTO 1970 slogs även Sveriges Godtemplares Ungdomsförbund (IOGT:s ungdomsförbund) och Heimdal (NTO:s ungdomsförbund) sig samman och bildade UNF.

### Tidigare ordförande
- 1970–1971 Göran Magnusson[1]
- 1971–1972 Leif Larsson[1]
- 1972–1977 Kjell-Ove Oscarsson[1]
- 1977–1981 Sven-Olov Carlsson[1]
- 1981–1987 Anders A Aronsson[1]
- 1987–1991 Peter Axelsson[1]
- 1991–1993 Mats Gunnarsson[1]
- 1993–1997 Sofia Modigh[1]
- 1997–2001 Lovisa Lantz
- 2001–2003 Morgan Öberg
- 2003–2005 Teresia Pedersen
- 2005–2009 Robert Damberg
- 2009–2013 Vidar Aronsson (tillsammans med Linda Engström 2011–2013)
- 2011–2013 Linda Engström (tillsammans med Vidar Aronsson)
- 2013–2015 Malin Thorson (tillsammans med Eric Tegnander)
- 2013–2017 Eric Tegnander (tillsammans med Malin Thorson 2013–2015)
- 2017–2018 Max Johansson (tillsammans med Isabelle Benfalk)[2]
- 2017–2019 Isabelle Benfalk (tillsammans med Max Johansson 2017–2018)[3]
- 2019–2023 Filip Nyman
- 2019–nuv. Jane Segerblom

### Tidigare generalsekreterare
- Kalle Gustafsson 1970–1974[1]
- Sven-Erik Alfredsson 1975–1976[1]
- Åke Marcusson 1977–1980[1]
- Britt-Marie Nilsson 1981–1987[1]
- Mats Gunnarsson 1987–1991[1]
- Pia Magnusson 1991–1993[1]
- Per Lagerström-Loveland 1993–1995[1]
- Magnus Falk 1996–1999[1]
- Peter Moilanen 1999[1]–2003
- Ola Hoffström 2003–2004
- Lisa Skiöld 2004–2009
- Jens Lindh 2006–2007 (föräldravikarie)
- Andrea Lavesson 2008–2009 (föräldravikarie)
- Elin Lundgren 2009–2010
- Astrid Wetterström 2010–2014
- Imse Nilsson 2014–2015
- Nathalie Carlryd 2015–2017
- Samuel Somo 2017–2021
- Björn Lindgren 2021–2023
- Jonas Larsson 2022–

### Kongresshistorik
- Stockholm 1970 Sammanslagningskongressen mellan Sveriges Godtemplares Ungdomsförbund, SGU, och Heimdal
- Vänersborg 1971
- Umeå 1972
- Östersund 1973
- Kalmar 1975
- Nyköping 1977
- Göteborg 1979
- Luleå 1981
- Norrköping 1983
- Malmö 1985
- Karlstad 1987
- Umeå 1989
- Falun 1991
- Växjö 1993
- Göteborg 1994 Extra kongress. Ställningstagande mot EG.
- Örnsköldsvik 1995
- Köping 1997
- Gävle 1999
- Stockholm 2001
- Jönköping 2003
- Piteå 2005
- Uppsala 2007
- Göteborg 2009
- Åre 2011
- Borås 2013
- Lund 2015
- Karlstad 2017
- Örnsköldsvik 2019
- Digitalt 2021
- Uppsala 2023

## Verksamhet
UNF arbetar politiskt och med andra medel i strävan mot "en demokratisk och solidarisk värld fri från droger". Alla medlemmar i organisationen har valt personlig nykterhet. Man arbetar både med utåtriktad verksamhet – gentemot allmänhet, politiker, med flera – och med föreningsverksamhet. I föreningens arbete skapas alkoholfria mötesplatser och man satsar därför på festverksamhet, festivaler, fritidsgårdar, fester med mera och informerar om dessa (och organisationen i stort) på skolor och kommunala fritidsgårdar. När det gäller solidaritet verkar UNF aktivt för att utbilda sina medlemmar i kamratstöd, vilket går ut på att diskutera hur det är att växa upp som barn till missbrukande föräldrar och att underlätta för dessa barn inom och utanför organisationen. UNF bedriver också solidariskt arbete ute i världen genom IOGT-NTO-rörelsens internationella institut.
Några politiska ställningstaganden är:
- Det ska vara svårare att få tag på alkohol
- Sverige ska återgå till de införselregler landet hade före EU-inträdet,
- Alkoholen ska bära sina egna kostnader
- All direkt och indirekt alkoholreklam ska stoppas
- Folkölet ska flyttas till Systembolaget

## Medlemskap
För att bli medlem i UNF väljer man att ställa sig bakom medlemslöftet som lyder: 
"Som medlem i UNF lovar jag att göra mitt bästa för att kämpa för ett bättre samhälle som det framgår i IOGT-NTO-rörelsens grundsatser. Därmed lovar jag att leva helnyktert, det vill säga att ej använda drycker med högre alkoholhalt än 2,25 volymprocent, ej heller narkotika eller andra gifter med berusande effekt."

## Aktiviteter
UNF är aktiva på många fronter, och inte enbart på den politiska. 
Organisationen ger ut tidskriften Motdrag.

## Föreningarna
Ur ett organisationsperspektiv har de lokala föreningarna alltid spelat en stor roll för UNF. Merparten av de aktiviteter som medlemmarna deltar i sker i föreningens regi. UNF har över 100 föreningar över hela Sverige.

## Internationell gemenskap
UNF är medlem i Movendi International som är en världsomspännande organisation. Movendi samlar organisationer som arbetar med alkoholfrågan och som förordar en livsstil fri från alkohol och andra droger. UNF är även medlem i den nordiska paraplyorganisationen för nykterhetsorganisationer för ungdomar, NORDGU.

## Styrelse[4]
UNF:s styrelse 2023-2025 består av:
- Ordförande: Jane Segerblom
- Vice ordförande: Simon Elfström Schönbeck
- Kassör: Lina Sultan
- Sekreterare: Sebastian Udenius
- Bildningsledare: Louis Eckeskog
- Ledamot: Johan Dixelius, Javad Naseri, Theo Nilsson och Sigrid Björk

### Medlemsantal
Mellan året 1975, då förbundet hade flest medlemmar, och 2006 var trenden ett sjunkande antalet medlemmar. Mellan 1992 och 1993 nästan halverades medlemsantalet.
| Medlemsantal för Ungdomens Nykterhetsförbund 1970–2022 | Medlemsantal för Ungdomens Nykterhetsförbund 1970–2022 | Medlemsantal för Ungdomens Nykterhetsförbund 1970–2022 | Medlemsantal för Ungdomens Nykterhetsförbund 1970–2022 | Medlemsantal för Ungdomens Nykterhetsförbund 1970–2022 |
| ------------------------------------------------------ | ------------------------------------------------------ | ------------------------------------------------------ | ------------------------------------------------------ | ------------------------------------------------------ |
|                                                        |                                                        |                                                        |                                                        |                                                        |
| År                                                     |                                                        |                                                        | Medlemmar                                              |                                                        |
| 1970                                                   | 1970                                                   |                                                        | 20 697                                                 | 20 697                                                 |
| 1971                                                   | 1971                                                   |                                                        | 35 679                                                 | 35 679                                                 |
| 1972                                                   | 1972                                                   |                                                        | 32 551                                                 | 32 551                                                 |
| 1973                                                   | 1973                                                   |                                                        | 26 782                                                 | 26 782                                                 |
| 1974                                                   | 1974                                                   |                                                        | 24 691                                                 | 24 691                                                 |
| 1975                                                   | 1975                                                   |                                                        | 40 232                                                 | 40 232                                                 |
| 1976                                                   | 1976                                                   |                                                        | 36 539                                                 | 36 539                                                 |
| 1977                                                   | 1977                                                   |                                                        | 31 965                                                 | 31 965                                                 |
| 1978                                                   | 1978                                                   |                                                        | 30 993                                                 | 30 993                                                 |
| 1979                                                   | 1979                                                   |                                                        | 31 240                                                 | 31 240                                                 |
| 1980                                                   | 1980                                                   |                                                        | 30 988                                                 | 30 988                                                 |
| 1981                                                   | 1981                                                   |                                                        | 30 262                                                 | 30 262                                                 |
| 1982                                                   | 1982                                                   |                                                        | 30 187                                                 | 30 187                                                 |
| 1983                                                   | 1983                                                   |                                                        | 30 604                                                 | 30 604                                                 |
| 1984                                                   | 1984                                                   |                                                        | 30 768                                                 | 30 768                                                 |
| 1985                                                   | 1985                                                   |                                                        | 30 714                                                 | 30 714                                                 |
| 1986                                                   | 1986                                                   |                                                        | 29 673                                                 | 29 673                                                 |
| 1987                                                   | 1987                                                   |                                                        | 29 177                                                 | 29 177                                                 |
| 1988                                                   | 1988                                                   |                                                        | 26 950                                                 | 26 950                                                 |
| 1989                                                   | 1989                                                   |                                                        | 26 040                                                 | 26 040                                                 |
| 1990                                                   | 1990                                                   |                                                        | 24 083                                                 | 24 083                                                 |
| 1991                                                   | 1991                                                   |                                                        | 22 136                                                 | 22 136                                                 |
| 1992                                                   | 1992                                                   |                                                        | 21 707                                                 | 21 707                                                 |
| 1993                                                   | 1993                                                   |                                                        | 11 627                                                 | 11 627                                                 |
| 1994                                                   | 1994                                                   |                                                        | 10 062                                                 | 10 062                                                 |
| 1995                                                   | 1995                                                   |                                                        | 10 621                                                 | 10 621                                                 |
| 1996                                                   | 1996                                                   |                                                        | 10 030                                                 | 10 030                                                 |
| 1997                                                   | 1997                                                   |                                                        | 8 686                                                  | 8 686                                                  |
| 1998                                                   | 1998                                                   |                                                        | 8 253                                                  | 8 253                                                  |
| 1999                                                   | 1999                                                   |                                                        | 7 413                                                  | 7 413                                                  |
| 2000                                                   | 2000                                                   |                                                        | 7 008                                                  | 7 008                                                  |
| 2001                                                   | 2001                                                   |                                                        | 7 011                                                  | 7 011                                                  |
| 2002                                                   | 2002                                                   |                                                        | 6 540                                                  | 6 540                                                  |
| 2003                                                   | 2003                                                   |                                                        | 6 822                                                  | 6 822                                                  |
| 2004                                                   | 2004                                                   |                                                        | 7 087                                                  | 7 087                                                  |
| 2005                                                   | 2005                                                   |                                                        | 7 108                                                  | 7 108                                                  |
| 2006                                                   | 2006                                                   |                                                        | 6 210                                                  | 6 210                                                  |
| 2007                                                   | 2007                                                   |                                                        | 6 553                                                  | 6 553                                                  |
| 2008                                                   | 2008                                                   |                                                        | 6 767                                                  | 6 767                                                  |
| 2009                                                   | 2009                                                   |                                                        | 7 407                                                  | 7 407                                                  |
| 2010                                                   | 2010                                                   |                                                        | 7 750                                                  | 7 750                                                  |
| 2019                                                   | 2019                                                   |                                                        | 3 424                                                  | 3 424                                                  |
| 2020                                                   | 2020                                                   |                                                        | 2 554                                                  | 2 554                                                  |
| 2021                                                   | 2021                                                   |                                                        | 2 717                                                  | 2 717                                                  |
| 2022                                                   | 2022                                                   |                                                        | 2 284                                                  | 2 284                                                  |
| Medlemsantal 1970–1999, 2000–2009[källa behövs], 2010  |                                                        |                                                        |                                                        |                                                        |